# Fluorid gadolinitý
Fluorid gadolinitý je anorganická sloučenina s chemickým vzorcem GdF3.

## Příprava
Fluorid gadolinitý lze připravit zahřátím oxidu gadolinitého a hydrogenfluoridu amonného. Reakce probíhá ve dvou krocích:
Gd2O3 + 6 NH4HF2 → 2 NH4GdF4 + 4 NH4F + 3 H2O
NH4GdF4 → GdF3 + NH3 + HF
Reakcí chloridu gadolinitého s kyselinou fluorovodíkovou a přidáním horké vody vzniká hydrát o složení GdF3·xH2O (x＝0,53). Bezvodý fluorid gadolinitý lze připravit zahříváním hydrátu s hydrogenfluoridem amonným. Bez použití hydrogenfluoridu amonného vzniká GdOF.
GdCl3 + 3 HF + x H2O → GdF3·xH2O + 3 HCl

## Vlastnosti
Fluorid gadolinitý je bílá pevná látka, která je nerozpustná ve vodě. Krystalizuje v ortorombické krystalové soustavě s prostorovou grupou Pnma (Číslo 62).

## Využití
Fluorid gadolinitý se využívá k výrobě fluoridových skel.